# Cryptodius unguidactylus
Cryptodius unguidactylus is een vlokreeftensoort uit de familie van de Ochlesidae. De wetenschappelijke naam van de soort is voor het eerst geldig gepubliceerd in 1992 door Moore.